# Xiphorhynchus aequatorialis
Xiphorhynchus aequatorialis, "sydlig fläckträdklättrare", är en fågelart i familjen ugnfåglar inom ordningen tättingar. Den betraktas oftast som underart till fläckträdklättrare (Xiphorhynchus erythropygius) men urskiljs sedan 2016 som egen art av Birdlife International och IUCN. Den kategoriseras av IUCN som livskraftig.
Fågeln delas in i tre underarter med följande utbredning:
- X. a. punctigula – sydöstra Nicaragua söderut till centrala Panama (österut till Veraguas)
- X. a. insolitus – centrala och östra Panama (västerut till Panamakanalen) samt nordvästra Colombia (söderut utmed kusten till norra Chocó, även nedre Caucadalen i centrala Antioquia, mellersta Magdalenadalen söderut till norra Caldas samt i Serranía de San Lucas i Bolívar)
- X. a. aequatorialis – Stillahavssluttningen i västra Anderna från västra Colombia (söderut från centrala Chocó, även i övre Atratodalen) söderut till sydvästra Ecuador (i syd till västra Loja)